# Ардара
Ардара (італ. Ardara, сард. Aldara) — муніципалітет в Італії, у регіоні Сардинія,  провінція Сассарі.
Ардара розташована на відстані близько 340 км на південний захід від Рима, 160 км на північ від Кальярі, 25 км на південний схід від Сассарі.
Населення — 780 осіб (2014).

## Демографія
Населення за роками:

Станом на 1 січня 2023 року в муніципалітеті офіційно проживало 17 іноземців з 4 країн, серед них 15 громадян країн Євросоюзу.

## Сусідні муніципалітети
- К'ярамонті
- Морес
- Оцієрі
- Плоаге
- Сіліго